# Serrat de Sant Miquel (la Torre de Cabdella)
El Serrat de Sant Miquel és un serrat de l'interior del terme municipal de la Torre de Cabdella, a la comarca del Pallars Jussà. Pertanyia al terme primigeni de la Torre de Cabdella. Està situat just a ponent de la Torre de Cabdella i al nord de Molinos i Astell. Separa la vall principal del Flamisell de la del barranc del Solà. A la meitat del seu traçat hi ha la Roca del Far, de 1.673,1 m. alt.